# Därligen
Därligen is een gemeente en plaats in het Zwitserse kanton Bern, en maakt deel uit van het district Interlaken-Oberhasli.
Därligen telt 415 inwoners.